# Championnats de France d'athlétisme en salle 1978
Navigation
Édition précédente Édition suivante
Les Championnats de France d'athlétisme en salle 1978 ont eu lieu les 17 et 18 février 1978 à Grenoble. 

## Palmarès
| Discipline       | Hommes                | Hommes        | Femmes                 | Femmes       |
| ---------------- | --------------------- | ------------- | ---------------------- | ------------ |
| 50 m             | Gilles Échevin        | 5 s 83        | Annie Alizé            | 6 s 28       |
| 400 m            | Gérard Bouttier       | 48 s 16       | Patricia Darbonville   | 54 s 70      |
| 800 m            | Roger Milhau          | 1 min 49 s 4  | Chantal Aubry          | 2 min 6 s 9  |
| 1 500 m          | Francis Gonzalez      | 3 min 42 s 1  | Marie-Françoise Dubois | 4 min 20 s 3 |
| 3 000 m          | Jean-Claude Rampon    | 8 min 13 s 8  | -                      | -            |
| 50 m haies       | -                     | -             | Pascale Grolhier       | 7 s 36       |
| Saut en hauteur  | Paul Poaniewa         | 2,16 m        | Sylvie Prenveille      | 1,81 m       |
| Saut à la perche | François Tracanelli   | 5,30 m        | -                      | -            |
| Saut en longueur | Gilbert Zante         | 7,65 m        | Jacqueline Curtet      | 6,24 m       |
| Triple saut      | Jean-Hervé Stiévenart | 15,93 m       | -                      | -            |
| Lancer du poids  | Arnjolt Beer          | 18,33 m       | Léone Bertimon         | 16,32 m      |
| 5 000 m marche   | Gérard Lelièvre       | 20 min 59 s 1 | -                      | -            |